# 魯比冰川
75°11′S 137°7′W / 75.183°S 137.117°W
魯比冰川（英語：Rubey Glacier）是南極洲的冰川，位於瑪麗伯德地，最終在賈爾斯山以東注入赫爾冰川，美國地質調查局根據測量和該國海軍的空中照片繪入地圖，現時由南極條約體系管理。